# Lycée du Parc
El Lycée du Parc es una escuela secundaria pública ubicada en el sexto distrito de Lyon, Francia. Su nombre proviene del Parque de la Tête d'Or, uno de los parques urbanos más grandes de Europa, que se encuentra en las cercanías.
Brinda educación a nivel de liceo y también ofrece clases preparatorias, o prépas, que preparan a los estudiantes para ingresar a las Grandes Écoles de élite como École Polytechnique, CentraleSupélec, École des Mines de Paris, ESSEC Business School, ESCP Business School y HEC Paris.
La escuela fue construida en el sitio de la antigua Lunette des Charpennes, parte del sistema de fortificaciones Ceintures de Lyon construido en el siglo XIX.

## Exalumnos célebres
- Louis Bancel, un escultor francés, padre del historiador de arte francés Nicolas Bancel (1965)
- Albert Dérozier, un hispanista francés
- Benoît Mandelbrot, matemático conocido por sus trabajos en fractales